# Ebabbar (Sippar)
Der Tempel Ebabbar war ein dem Gott Šamaš gewidmetes Heiligtum in Sippar.

## Geschichte
Archäologische Ausgrabungen beweisen, dass der ursprüngliche Bau des südmesopotamischen Šamaš-Tempels mindestens in das Jahr 1831 v. Chr. zurückreicht. Wahrscheinlicher ist jedoch eine Errichtung in sumerischer Zeit. Um 1230 v. Chr. restaurierte nach einer Inschrift des Nabonid der kassitische König Šagarakti-šuriaš das Heiligtum. In der Folgezeit erneuerten die babylonischen Könige mehrfach den Tempel, insbesondere die Mauern der Tempel-Einfriedung. 
In Ebabbara befanden sich neben den Wohnungen der Nadītum auch Archiv- und Vorratshäuser. Unter der Herrschaft des Königs Hammurapi wurde für die Stiftsbeamten die Bezeichnung Diener des Königs eingeführt, Ausdruck dafür, dass diese fortan Beamte waren. Allgemein wird auf eine Säkularisierung des Tempels zu dieser Zeit geschlossen.

## Priester und die Nadītum
Die Priester des Heiligtums waren, wie auch die Nadītum, zum Betreiben von Gewerbe außerhalb des Heiligtums berechtigt. Oft gehörten sie wohlhabenden Familien an und erhielten vom Heiligtum Geldzahlungen. In manchen Fällen verkauften sie auch ihre Ämter.
Die Nadītum des Gottes Šamaš lebten im Šamaš-Tempelbezirk in Sippar, welcher von einem Wall umschlossen war und hatten die Aufgabe Opfergaben darzubringen. Im Codex Hammurapi (§ 110) wird den Nadītum verboten eine Schänke aufzusuchen. Bei Zuwiderhandlung drohte der Täterin die Verbrennung.
In altbabylonischen Texten sind die Namen von etwa fünfhundert Nadītum bezeugt. Spätestens unter Nebukadnezar I. wurde der Nadītum-Brauch durch die Marduk-Nadītum zunächst ersetzt, ehe im neubabylonischen Reich Nabonid die alten Traditionen neu belebte und den ursprünglichen Kult der Tempelpriesterinnen wieder einführte.

## Verwaltung
Neben den Stiftsdamen befand sich im Heiligtum auch Verwaltungs- und Dienstpersonal. In Urkunden werden Vorsteher, Schreiber, als welche manchmal auch Stiftsdamen fungierten und andere Berufe erwähnt. Das Dienstpersonal bestand aus Sklavinnen.